# Georg Hager
Georg Hager (* 20. Oktober 1863 in Nürnberg; † 10. August 1941 in München) war ein deutscher Kunsthistoriker.

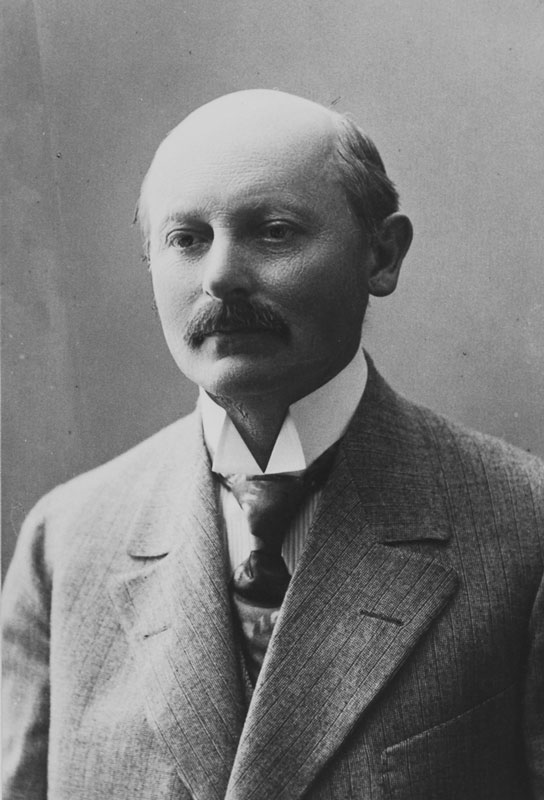
Portrait von Georg Hager, 1915

## Leben
Nach dem Abitur 1882 am Wilhelmsgymnasium München studierte er bei Wilhelm Heinrich Riehl, Franz Reber und Berthold Riehl in München und promovierte 1887 über Romanische Kirchenbaukunst Schwabens. Im Anschluss arbeitete er im Bayerischen Nationalmuseum, wo er 1894 zum Konservator befördert wurde und in diesem Zusammenhang für die Inventarisierung der Kunstdenkmäler Bayerns zuständig war. 1896 heiratet er Elsa Will, die Tochter des Regensburger Archivar und Hofbibliothekars Cornelius Will. Die beiden hatten drei Kinder. 1908 wurde Hager zum Direktor des neugegründeten Generalkonservatoriums der Kunstdenkmale und Altertümer Bayerns (heute Bayerisches Landesamt für Denkmalpflege). Es entstanden zahlreiche Publikationen zum Thema Kirchenbau, Denkmalpflege und Heimatkunst. So wirkte er ab 1899 in der Reihe der Kunstdenkmäler von Bayern mit. Georg Hager starb am 10. August 1941 und ist auf dem Oberen Katholischen Friedhof Regensburg im Familiengrab seines Schwiegervaters Cornelius Will beerdigt.

## Mitgliedschaften
Hager war außerordentliches Mitglied der Bayerischen Akademie der Wissenschaften, ordentliches Mitglied des Deutschen Archäologischen Instituts und Vorstandsmitglied des Römisch-Germanischen Zentralmuseums in Mainz.